# Saint-Maxent
Saint-Maxent är en kommun i departementet Somme i regionen Hauts-de-France i norra Frankrike. Kommunen ligger i kantonen Moyenneville som tillhör arrondissementet Abbeville. År 2022 hade Saint-Maxent 389 invånare.

## Befolkningsutveckling
Antalet invånare i kommunen Saint-Maxent
| Referens: INSEE |